# Rowlesburg
Rowlesburg és una població dels Estats Units a l'estat de Virgínia de l'Oest. Segons el cens del 2000 tenia 613 habitants.

## Demografia
Segons el cens del 2000, Rowlesburg tenia 613 habitants, 260 habitatges, i 164 famílies. La densitat de població era de 225,4 habitants per km².
Dels 260 habitatges en un 24,2% hi vivien nens de menys de 18 anys, en un 47,3% hi vivien parelles casades, en un 11,5% dones solteres, i en un 36,9% no eren unitats familiars. En el 33,8% dels habitatges hi vivien persones soles el 20,4% de les quals corresponia a persones de 65 anys o més que vivien soles. El nombre mitjà de persones vivint en cada habitatge era de 2,36 i el nombre mitjà de persones que vivien en cada família era de 2,98.
Per edats la població es repartia de la següent manera: un 21,4% tenia menys de 18 anys, un 8,3% entre 18 i 24, un 26,9% entre 25 i 44, un 23,8% de 45 a 60 i un 19,6% 65 anys o més.
L'edat mediana era de 42 anys. Per cada 100 dones de 18 o més anys hi havia 82,6 homes.
La renda mediana per habitatge era de 28.125 $ i la renda mediana per família de 32.813 $. Els homes tenien una renda mediana de 25.962 $ mentre que les dones 12.750 $. La renda per capita de la població era de 14.663 $. Entorn del 7,6% de les famílies i el 12,6% de la població estaven per davall del llindar de pobresa.

## Poblacions més properes
El següent diagrama mostra les poblacions més properes.